# 보석 고르기
《보석 고르기》는 1985년 6월 16일에 MBC TV에서 방영되었던 베스트셀러극장이다.

## 줄거리
돈 생기는 일이라면 뭐든 다 하는 상철(임채무)은 강 노인(전운)의 집에 삭월세방을 얻어 이사를 온다. 그 집에는 상철 외에도 다른 남자들이 하숙을 살고 있는데, 다른 하숙생들이 강 노인의 외국 유학간 손녀를 탐내는 동안 상철은 그 집의 가정부 미혜(김혜영)를 좋아하는 감정을 키운다. 그러나 상철은 돈을 아끼기 위한 하나의 방편으로 자기 방의 전기줄을 끊고 수도물 대신 뒷산의 약수물을 사용하는 등 구두쇠 작전을 내세워 강 노인과 강 노인 가족들 및 다른 하숙생들과 불화를 겪게 되는데...

## 출연
- 임채무
- 김혜영
- 전운
- 김수미
- 김용건
- 신충식
- 서권순
- 김혜옥
- 길용우
- 김주영
- 사상기
- 문회원
- 김광배
- 전희룡
- 박영지
- 차윤회
- 서영애
- 윤석오
- 이경순
- 이순규
- 원낭
- 송영웅
- 서명진